# لي هانغ
لي هانغ (بالصينية: 李行) هو لاعب كرة قدم صيني في مركز الوسط، ولد في 19 سبتمبر 1989 في خوبي في الصين. لعب مع هيبي شينا فورشن.

## وصلات خارجية
- لي هانغ على موقع Soccerway.com (الإنجليزية)